# Дрикалович, Николай Николаевич
Николай Николаевич Дрикалович (1913—1987) — капитан Рабоче-крестьянской Красной Армии, участник Великой Отечественной войны, Герой Советского Союза (1943).

## Биография
Николай Дрикалович родился 7 июля 1913 года в селе Михайловка (ныне — Лебединский район Сумской области Украины). Окончил Лебединский сельскохозяйственный техникум, затем заочно Киевский институт механизации сельского хозяйства, после чего работал механиком, главным инженером в  в совхозе «Петровский»  Добринского района Воронежской области. В 1935—1936 годах проходил службу в Рабоче-крестьянской Красной Армии. В 1941 году повторно был призван на службу. Окончил 2-е Киевское артиллерийское училище и Высшую офицерскую артиллерийскую школу. С сентября 1942 года — на фронтах Великой Отечественной войны. Принимал участие в боях на Сталинградском, Донском, Воронежском, Степном, 2-м Украинском фронтах. Участвовал в Сталинградской и Курской битвах, освобождении Украинской ССР. В августе 1943 года был контужен. К сентябрю 1943 года гвардии старший лейтенант Николай Дрикалович командовал батареей 161-го отдельного армейского гвардейского пушечного артиллерийского полка 7-й гвардейской армии Степного фронта. Отличился во время битвы за Днепр.
Батарея Дрикаловича первой в полку вышла к Днепру в районе села Домоткань и переправилась через реку на плацдарм, где вёл бой советский стрелковый батальон. Батарея за три последующих недели успешно отразила семьдесят немецких контратак, уничтожив 3 батареи, 2 танка, несколько десятков пулемётов и более 100 солдат и офицеров противника.
Указом Президиума Верховного Совета СССР от 26 октября 1943 года старший лейтенант Николай Дрикалович был удостоен высокого звания Героя Советского Союза с вручением ордена Ленина и медали «Золотая Звезда» за номером 1427.
В 1945 году в звании капитана Дрикалович был уволен в запас. Проживал в Саратове, работал в местном объединении «Сельхозтехника». Скончался 26 сентября 1987 года.
Был также награждён орденами Отечественной войны 1-й и 2-й степеней, Красной Звезды, рядом медалей.

## Память
В честь него в 2022 году была названа улица (ул. Николая Дрикаловича) на окраине Заводского района гор. Саратова.